# Till I Waltz Again with You
〈Till I Waltz Again with You〉는 시드 프로센이 쓰고 1952년 발행된 대중가요다. 왈츠라기보다 느릿한 AABA 셔플이다.
1952년 8월 19일 취입된 테레사 브루어 반은 코랄 레코드에서 발행번호 60873로 발매되었다. 빌보드 베스트 셀러 차트에서 1952년 12월 6일 최초 진입, 1위에 7주간, 총 22주간 머물렀다. 1953년 캐시박스 차트에서도 1위에 등장했다. 1953년 4월, 당시 고등학교 상급생이던 엘비스 프레슬리가 모교 "연례 음유시인(Annual Minstrel)" 대회에서 불렀다. 프레슬리는 이 연예가 평판을 추어올려주지 못했다고 회상했다. "나는 학교에서 별로 인기 없었습니다 ... 음악에서는 낙제였죠. 내가 낙제한 유일한 과목이었어요. 그러자 다들 내가 장기자랑 대회에 출전하라고 떠밀었습니다 ... 무대에 등장하자 웅성이고 소곤거리는 것이 들렸어요. 내가 노래하리라고 생각도 안 했기 때문이었죠. 시방 이렇게 유명해진 걸 보면 참 신기해요."
일부 출전에 따르면 딕 토드 반이 17위에 올라섰고, 러스 모건 반은 23위에, 하모니캐츠 반은 26위까지 올랐다. 컨트리 청취인들에게도 코랄은 성공적으로 매상을 완수했다. 남 캐롤라이나 음악가 토미 소세비 반이 빌보드의 컨트리 디스크 자키 설문을 토대로 가장 많이 재생된 곡 순위에서 7위로 선정되었다. 동시대 영국에서도 앨마 코건과 조언 리건도 녹음했다. 1953년 호주에서도 밥 깁슨 앤 히즈 오케스트라가 로즈 히긴스의 구음으로 퍼시픽 사 발행번호 PB-086로 발매했다. 그 뒷면은 〈Have You Heard?〉였다. 1952년 2월 10일 프랭크 고델이 런던에서 취입, EMI 히즈 마스터 보이스 사에서 발행번호 B 10469로 발매됐다. 1953년 3월 11일 런던에서 셈프리니가 리듬 반주와 더불어 취입, 〈Why Don't You Believe Me〉와 〈Downhearted〉를 곁들인 메들리 〈Dancing to the piano (No. 20) - Hit medley of foxtrots〉 가운데 세 번째 곡이었다.
1953년 5월 25일 뉴욕 시 애스터 루프에서 헤리 제임스가 실황 공연을 선보였다.